# Ушарбай
Ушарба́й (бур. Ушарбай) — село в муниципальном районе «Могойтуйский район» Агинского Бурятского округа Забайкальского края России. Административный центр сельского поселения «Ушарбай».

## География
Село расположено в 15 км к северо-западу от посёлка Могойтуй.
Климат
Климат характеризуется как резко континентальный с умеренно жарким летом и продолжительной морозной малоснежной зимой. Средняя температура воздуха самого холодного месяца (января) составляет −22 — −26 °C; самого тёплого месяца (июля) — 18-20 °C. Также наблюдаются большие перепады сезонных и суточных температур, недостаточная увлажненность, большая сухость воздуха и значительное число солнечных дней в году. Вегетационный период 150 дней и более

## История
Основано в 1939 году.
В 2018 году Законом Забайкальского края от 15 ноября 2018 года N 1646-ЗЗК «О создании населенных пунктов на территории Могойтуйского района Забайкальского края» на территории сельского поселения «Ушарбай» образованы следующие сельские населенные пункты:
1) сельский населенный пункт с отнесением его к категории села с предполагаемым наименованием — Новый Ушарбай; 
 2) сельский населенный пункт с отнесением его к категории хутора с предполагаемым наименованием — Западный Ушарбай.

## Население
| 1989 | 2002  | 2010  | 2021 |
| ---- | ----- | ----- | ---- |
| 1305 | ↘1164 | ↘1114 | ↘888 |

Национальный состав
Согласно результатам переписи 2002 года, в национальной структуре населения буряты составляли 94 % от 1164 чел..

## Известные люди
- Даширабданова Лхамажап Бубеевна (1957, с. Ушарбай Могойтуйского р-на — 2.11.1982, Чита), мастер спорта междунар. класса по стрельбе из лука (1977). Тренировалась у засл. тренера РСФСР и СССР М. Ю. Дабаева. Неоднократная чемпионка РСФСР и СССР в командном зачете. Трагически погибла в автомобильной катастрофе. Её памяти в с. Ушарбай ежегодно проводится турнир по стрельбе из лука.
- Дугаров Даши-нима Дугарович (27 апреля 1933, улус Амитхаша Агинского национального округа Читинской области — 23 ноября 2001, г. Улан-Удэ. В 29 лет окончил Ленинградский институт живописи, скульптуры и архитектуры им. И. Е. Репина. В 1964 г. был принят в члены Союза Художников СССР. В течение 15 лет он бессменно являлся председателем Бурятского отделения Союза художников СССР. Под его руководством Союз художников Бурятии воплотил в жизнь грандиозные монументальные проекты (БАГТД им. Х.Намсараева, 1983, Джидинский культурно-спортивный комплекс, 1984). Через выставочную деятельность бурятское изобразительное искусство знали в России, в союзных республиках (Баку, Ереван, Алма-Ата) и за рубежом (Индия, Франция, ГДР, Кипр). В 1991 году была учреждена Всебурятская ассоциация развития культуры (ВАРК), президентом которой был избран Даши-Нима Дугарович. Организовал студию-мастерскую «буряад зураг». Даши-Нима Дугаров — член Союза художников России, народный художник РСФСР, член-корреспондент Академии художеств РФ, кавалер орденов «Дружбы народов» и «За заслуги перед Отечеством» 4-й степени. Работы художника хранятся в Национальном музее Республики Бурятия, читинском областном художественном музее, в музее села Ушарбай, в частных коллекциях России и за рубежом.
- Доржиева Бальжима (1898, с. Ушарбай Заб. обл. — 1984, с. Зугалай, Могойтуйского р-на), овцевод, Герой Соц. Труда (1957). В 1940-64 старший чабан колхоза «Коммунизм» Могойтуйского р-на. Новатор овцеводства, принимала участие в преобразовании заб. овцеводства. Отара Д. в 1943 стала опорной базой всей селекционной работы по выведению заб. тонкорунной породы овец. Одна из авторов заб. породы тонкорунной овцы. В 1946 в 1-й отборной отаре настриг шерсти с овцы составлял 1,9 кг, в 1952 — 4,6, в 1960 — до 6 кг. От сотни маток ежегодно получала по 110—115 ягнят. Награждена орденом Ленина (1957).

## Транспорт
К селу проходит автодорога (15 км) от посёлка Могойтуй, а по железной дороге от Читы до железнодорожной станции в посёлке Могойтуй 152 км, а неподалёку к западу от села есть остановочный пункт «6358 км» (Ушарбай).

## Инфраструктура
Экономика
- Племзавод «Ушарбай».

- Средняя общеобразовательная школа.

Социальная сфера
В селе есть  памятник в честь воинов-земляков, павших на фронтах Великой отечественной, музей основанный 1968 году Б. М. Мункуевым. В музее собрание документов, фотографий, нумизматическая коллекция.